# Regeneration (film 1997)
Regeneration (distribuito negli Stati Uniti come Behind the Lines) è un film del 1997 diretto da Gillies MacKinnon e tratto dall'omonimo romanzo di Pat Barker.

## Trama
Nel pieno della prima guerra mondiale un gruppo di soldati britannici è ricoverato al Craiglockhart War Hospital per riprendersi dalle proprie ferite fisiche e psicologiche. Tra i pazienti ci sono Siegfried Sassoon, Wilfred Owen e Robert Graves, tutti in cura presso il dottor William Rivers. Rivers non deve solo curare i propri pazienti, mentalmente provati dai conflitti, ma assicurarsi anche che Sassoon non finisca sotto corte marziale per una lettera scritta a The Times in cui criticava apertamente il modo in cui la guerra veniva gestita.

## Riconoscimenti
- 1998 – BAFTA
  - Candidatura per il miglior film britannico
- 1998 – British Independent Film Awards
  - Candidatura per la miglior regia di un film indipendente per Gillies MacKinnon
  - Candidatura per il miglior attore per Jonathan Pryce